# Dominion (miejscowość)
Dominion (pierwotnie Old Bridgeport) – miejscowość (community; 1906–1995 miasto) w kanadyjskiej prowincji Nowa Szkocja, w hrabstwie Cape Breton.
Miejscowość pierwotnie określana jako Old Bridgeport, w związku z uruchomieniem przez firmę wydobywczą Dominion Coal Company w 1894 kopalni węgla „Dominion Number 1” zmieniła też wówczas miano na równobrzmiące, które w 1906 skrócono do postaci współcześnie używanej wraz z otrzymaniem statusu miasta (town), który utraciła w 1995 w wyniku utworzenia regional municipality Cape Breton.
Na przełomie drugiej i trzeciej dekady XX w. władzę w mieście zdominowały osoby związane z działalnością górniczą, próba przejęcia władzy w mieście w połowie lat 20. XX w. przez firmę wydobywczą (66,6% wpływów podatkowych pochodziło z jej działalności) nie zakończyła się sukcesem
Według spisu powszechnego z 1991 obszar miasta (town) to: 5,22 km², a zamieszkiwało wówczas ten obszar 2517 osób.